# Saint Young Men
Saint Young Men (聖☆おにいさん?, Seinto oniisan) è un manga di Hikaru Nakamura, pubblicato in Giappone su Morning 2 dal 22 settembre 2006, mentre in Italia è stato annunciato tra le uscite di GP Manga per poi uscire il 22 novembre 2013 per conto di J-Pop. La pubblicazione si è interrotta al volume 9 ed è ripresa il 28 ottobre 2016, con il decimo volume, in un'edizione curata da RW Edizioni sull'etichetta Goen.
Nel 2009 ha ricevuto il Premio culturale Osamu Tezuka per la migliore opera breve.

## Trama
Stanchi delle loro vite ultraterrene, Gesù e Gautama Buddha decidono di prendersi una vacanza sulla Terra. I due vanno quindi a vivere insieme in un appartamento a Tokyo.
Il manga segue le loro vite quotidiane e loro avventure da turisti, citando anche in chiave umoristica eventi delle loro vite e concetti di cristianesimo e buddismo.

## Personaggi
Gesù Cristo (イエス・キリスト?, Iesu Kirisuto)
Doppiato da: Mirai Moriyama
Generoso, spensierato e spiritoso. È amichevole con gli apostoli, anche con Giuda Iscariota (cosa che preoccupa Buddha). Gli angeli sono molto protettivi nei suoi confronti, intervenendo ogni volta che sentono le sue grida (anche se di gioia o divertimento) e sorvegliandolo con un GPS. Quando si emoziona o si spaventa troppo, finisce con il compiere miracoli senza volerlo e quando dice qualcosa di virtuoso compare una luminosa aureola sul capo. Gestisce un blog in cui recensisce dorama, di cui è un fan. Viene talvolta scambiato dai giapponesi per Johnny Depp.
Gautama Buddha (ゴータマ・ブッダ?, Gōtama Budda)
Doppiato da: Gen Hoshino
Calmo, razionale e gentile. Su molti aspetti Buddha si dimostra il contrario di Gesù. A differenza dall'amico prende le cose sul serio, è più attento ai soldi e agli acquisti ed è più severo con i suoi discepoli. Quando si arrabbia o dice qualcosa di virtuoso la sua testa inizia a illuminarsi. È un fan di Osamu Tezuka, dopo che ha letto il manga che lo riguarda. Si lamenta che viene sempre raffigurato grasso, com'era una volta.

## Media

### Manga
Il manga, scritto e disegnato da Hikaru Nakamura, viene serializzato sulla rivista Morning 2 della Kōdansha dal 22 settembre 2006 ed è tuttora in corso. Dal 22 settembre 2011 al 22 marzo 2012 la serie fu messa in pausa in quanto l'autrice era in maternità. Il primo tankōbon è stato pubblicato il 23 gennaio 2008, mentre l'ultimo, il ventiduesimo, è uscito il 23 luglio 2025. Inoltre è stata distribuita anche una guida dedicata al manga il 23 aprile 2013.
In Italia Saint Young Men è edito dalla Edizioni BD sotto l'etichetta J-Pop per i primi 9 volumi e dalla RW Edizioni sotto l'etichetta Goen dal decimo in poi; il primo volume è uscito il 24 novembre 2013. La traduzione dei testi è stata curata da Giovanni Lapis (volumi 1-10) e Marcello Capponi (dal volume 11).
| Nº | Data di prima pubblicazione | Data di prima pubblicazione                                                 | Data di prima pubblicazione | Data di prima pubblicazione |
| Nº | Giapponese                  | Giapponese                                                                  | Italiano                    | Italiano                    |
| -- | --------------------------- | --------------------------------------------------------------------------- | --------------------------- | --------------------------- |
| 1  | 23 gennaio 2008             | ISBN 978-4-06-372662-6                                                      | 24 novembre 2013            | ISBN 978-88-6634-814-6      |
| 2  | 23 luglio 2008              | ISBN 978-4-06-372720-3                                                      | 15 febbraio 2014            | ISBN 978-88-6634-832-0      |
| 3  | 23 marzo 2009               | ISBN 978-4-06-372784-5                                                      | 30 aprile 2014              | ISBN 978-88-6634-934-1      |
| 4  | 23 ottobre 2009             | ISBN 978-4-06-372842-2                                                      | 21 giugno 2014              | ISBN 978-88-6634-950-1      |
| 5  | 24 maggio 2010              | ISBN 978-4-06-372906-1                                                      | 30 agosto 2014              | ISBN 978-88-6883-064-9      |
| 6  | 24 dicembre 2010            | ISBN 978-4-06-372962-7                                                      | 27 dicembre 2014            | ISBN 978-88-6883-130-1      |
| 7  | 21 ottobre 2011             | ISBN 978-4-06-387026-8                                                      | 18 luglio 2015              | ISBN 978-88-6883-228-5      |
| 8  | 3 dicembre 2012             | ISBN 978-4-06-387168-5                                                      | 19 settembre 2015           | ISBN 978-88-6883-318-3      |
| 9  | 23 agosto 2013              | ISBN 978-4-06-387232-3                                                      | 19 dicembre 2015            | ISBN 978-88-6883-556-9      |
| 10 | 23 maggio 2014              | ISBN 978-4-8124-5333-9 (ed. regolare) ISBN 978-4-06-362274-4 (ed. limitata) | 28 ottobre 2016             | ISBN 978-88-6712-616-3      |
| 11 | 23 febbraio 2015            | ISBN 978-4-06-388434-0 (ed. regolare) ISBN 978-4-06-358762-3 (ed. limitata) | 10 febbraio 2017            | ISBN 978-88-6712-630-9      |
| 12 | 20 novembre 2015            | ISBN 978-4-06-388532-3 (ed. regolare) ISBN 978-4-06-362317-8 (ed. limitata) | 28 aprile 2017              | ISBN 978-88-6712-652-1      |
| 13 | 21 ottobre 2016             | ISBN 978-4-06-388654-2 (ed. regolare) ISBN 978-4-06-362339-0 (ed. limitata) | 26 marzo 2021               | ISBN 978-88-6712-794-8      |
| 14 | 22 settembre 2017           | ISBN 978-4-06-510272-5 (ed. regolare) ISBN 978-4-06-397040-1 (ed. limitata) | 16 aprile 2021              | ISBN 978-88-6712-822-8      |
| 15 | 22 giugno 2018              | ISBN 978-4-06-512011-8 (ed. regolare) ISBN 978-4-06-511313-4 (ed. limitata) | 18 giugno 2021              | ISBN 978-88-9284-102-4      |
| 16 | 22 novembre 2018            | ISBN 978-4-06-513787-1 (ed. regolare) ISBN 978-4-06-511314-1 (ed. limitata) | 25 giugno 2021              | ISBN 978-88-9284-128-4      |
| 17 | 23 luglio 2019              | ISBN 978-4-06-516515-7 (ed. regolare) ISBN 978-4-06-516517-1 (ed. limitata) | 16 luglio 2021              | ISBN 978-88-9284-157-4      |
| 18 | 22 maggio 2020              | ISBN 978-4-06-519418-8 (ed. regolare) ISBN 978-4-06-519417-1 (ed. limitata) | 15 ottobre 2021             | ISBN 978-88-9284-171-0      |
| 19 | 23 marzo 2021               | ISBN 978-4-06-522540-0 (ed. regolare) ISBN 978-4-06-522565-3 (ed. limitata) | 29 ottobre 2021             | ISBN 978-88-9284-217-5      |
| 20 | 22 luglio 2022              | ISBN 978-4-06-528557-2 (ed. regolare) ISBN 978-4-06-528558-9 (ed. limitata) | 28 febbraio 2025            | ISBN 978-88-9284-913-6      |
| 21 | 22 marzo 2024               | ISBN 978-4-06-534952-6 (ed. regolare) ISBN 978-4-06-534953-3 (ed. limitata) | —                           | —                           |
| 22 | 23 luglio 2025              | ISBN 978-4-06-540034-0 (ed. regolare) ISBN 978-4-06-540033-3 (ed. limitata) | —                           | —                           |

### Anime
Il manga è stato adattato in un film d'animazione, annunciato per la prima volta nel quarantaquattresimo numero della rivista Weekly Morning e uscito il 10 maggio 2013 nei cinema giapponesi, prodotto da A-1 Pictures e diretto da Noriko Takao. A doppiare Gesù e Buddha sono rispettivamente l'attore Mirai Moriyama e il cantante Gen Hoshino.
Il 3 dicembre 2012 è uscito il primo OAV, allegato all'edizione speciale dell'ottavo volume del manga. Il secondo invece è stato pubblicato il 23 agosto 2013 con il nono volume.

### Live-action
Nel novembre 2016 è stato annunciato un adattamento dorama live-action del manga senza però fornire ulteriori dettagli. Il mese successivo, Yūichi Fukuda si è rivelato essere il regista e sceneggiatore, mentre Takayuki Yamada è stato annunciato come produttore. Solo a febbraio 2018 sono stati svelati gli attori principali; Ken'ichi Matsuyama che interpreta Gesù e Shōta Sometani nel ruolo di Buddha. Ad aprile venne annunciato che doveva debuttare nel corso dell'estate dello stesso anno sul servizio di streaming di Kakao Japan, Piccoma TV, ma a giugno venne svelato che la serie sarebbe stata posticipata in autunno. Dal 12 ottobre 2018, la webserie, composta da dieci episodi, è stata proiettata per un periodo limitato di due settimane in oltre quaranta sale cinematografiche AEON. Successivamente la serie venne pubblicata in streaming su Piccoma TV il 18 ottobre; nello stesso giorno si è tenuta una proiezione speciale con lo staff e il cast che ha lavorato alla serie al Toho Cinemas Roppongi Hills. Inoltre il primo episodio di sei minuti venne rese disponibile tramite la piattaforma YouTube.
Nel febbraio 2019, vennero annunciate rispettivamente una seconda e una terza stagione sulla rivista Monthly Morning 2, testata che pubblica anche il manga di Saint Young Men. Un teaser e un poster per la seconda stagione venne pubblicati ad aprile, periodo in cui venne anche annunciato che la stagione, composta anche essa da dieci episodi, sarebbe stata trasmessa in streaming su Piccoma TV il 1º giugno mentre sarebbe giunta anche nei cinema il 6 giugno. NHK General TV replicò la prima stagione tra giugno e luglio 2019, e aveva pianificato la messa in onda della seconda stagione il 5 e il 12 ottobre 2019. Tuttavia, solo la prima metà della seconda stagione venne trasmessa mentre la seconda venne posticipata a causa del tifone Hagibis; quest'ultima venne poi mandata in onda il 25 gennaio 2020. La terza stagione, anche essa con un totale di dieci puntate, è stata presentata in anteprima su NHK, rispettivamente l'11 e il 18 gennaio 2020.

## Accoglienza

### Manga
Saint Young Men ha ricevuto il Premio culturale Osamu Tezuka 2009 come Short Story Award, ovvero alla migliore storie breve. L'edizione 2009 della guida di Kono manga ga sugoi! di Takarajimasha, che prende in esame le persone nell'industria dei manga e dell'editoria, l'ha definita la migliore serie di manga per lettori di sesso maschile. È stato nominato al Manga Taishō 2009 e per la categoria "Miglior fumetto" al Festival international de la bande dessinée d'Angoulême 2012. Come risultato della sua popolarità, i numeri di Monthly Morning 2 iniziarono a esaurirsi nelle edicole; per questo motivo, nel maggio 2009 Kōdansha ha iniziato a rendere disponibile la rivista anche online. È stata tra le prime 20 serie manga più vendute in Giappone nel 2009, 2011 e 2013. Tutti i primi undici volumi tankōbon sono apparsi nelle liste dei 50 manga più venduti del rispettivo anno in Giappone, mentre il 12° fu tra i primi 100; il volume 15 è stato anche tra i primi 50 manga più venduti dell'anno, e il volume 16 è stato il 35° manga più venduto nella prima metà del 2019. A giugno 2018, il manga aveva venduto circa 16 milioni di copie in Giappone. Il manga è stato anche esposto al British Museum nel 2011. Nel 2014, il giornale online The Daily Dot ha riportato un crescente fandom occidentale che ha diffuso varie GIF della serie su Tumblr.
Lo scrittore di fumetti Paul Gravett lo ha scelto come uno dei migliori fumetti del Giappone del 2008, mentre Shaenon Garrity e Jason Thompson lo hanno eletto come uno dei titoli più ricercati per le licenze nel 2010. Nel 2014, Anne Maren Delseit del quotidiano tedesco Der Tagesspiegel lo ha eletto come il terzo miglior fumetto dell'anno. Il critico giapponese di manga, Kaoru Nagayama, ha notato che il manga è "divertente da leggere" e ha lodato Nakamura per aver mantenuto Gesù e Buddha fedeli al loro vero carattere - la gentilezza - anche quando si confrontano con il male. Carlo Santos di Anime News Network lo ha criticato per i suoi disegni e ha messo in dubbio la sua capacità di evolversi in qualcosa di diverso da "Gesù e Buddha vanno in giro, mentre le persone normali fanno loro cose imbarazzanti". Santos si è lamentato del fatto che le differenze filosofiche e le personalità di Gesù e Buddha non vengono esplorate. Tuttavia, Santos ha elogiato il lato comico, notandone la semplicità e dicendo: "il suo splendore non deriva dal banalizzare intenzionalmente due delle grandi religioni del mondo, ma dall'evidenziare le stranezze del mondo secolare quando queste famose figure religiose sono collocate in essa". Secondo Santos, la serie non perde la sua capacità di far ridere i lettori mentre procede, a differenza di altri manga. Jolyon Baraka Thomas di The Guardian ha elogiato la costanza di "gag visive e giochi di parole", e ha scritto: "La sua storia non è un'introduzione ad astruse dottrine religiose, né contiene commenti molto espliciti sul ruolo delle religioni nella società contemporanea".

### Film
L'adattamento cinematografico anime di Saint Young Men ha debuttato al nono posto nelle sale giapponesi, incassando 49 930 836 yen (circa 388 958,80 euro) in 75 sale. Nei fine settimana successivi la sua classifica è scesa dal nono posto all'undicesimo, per poi arrivare al dodicesimo, chiudendo la sua corsa con 300 milioni di yen (2 337 338 euro). L'edizione home video in DVD si classificò al settimo posto nella sua prima settimana di uscita divenendo così uno degli anime più venduti in Giappone in quel periodo; scendendo poi al ventinovesimo posto nella seconda settimana.